# Gábor Kiss (Soziologe)
Gábor Kiss (* 21. August 1931 in Budapest; † 17. September 1994 in Dortmund) war ein deutscher Soziologe ungarischer Herkunft.
Kiss emigrierte 1956 aus Ungarn und wurde 1962 an der Universität Hamburg zum Dr. phil. promoviert, war danach bis 1964 ebendort Wissenschaftlicher Assistent am Seminar für osteuropäische Geschichte, wechselte dann als Forschungsassistent an die Sozialforschungsstelle an der Universität Münster in Dortmund, wurde 1967 Akademischer Rat an der Ruhr-Universität Bochum (Abteilung Sozialwissenschaft) und 1973 Wissenschaftlicher Rat und außerordentlicher Professor für Soziologie an der Universität Bielefeld. Seit 1974 war Kiss ordentlicher Professor für Soziologie, erst an der Pädagogischen Hochschule Ruhr, dann an der Universität Dortmund.
Sein Arbeitsschwerpunkt war anfangs die Marxistische Soziologie, später wandte er sich – stets mit ausgesprochen fachdidaktischem Ehrgeiz – verstärkt der soziologischen Theorie, insbesondere der soziologischen Systemtheorie zu.
1994 erlag er einem Schlaganfall. 

## Schriften (Auswahl)
- Die gesellschaftspolitische Rolle der Studentenbewegung an den großrussischen Universitäten seit 1861, Hamburg, 1963 (Dissertationsschrift).
- Gibt es eine „marxistische“ Soziologie?, Köln: Westdeutscher Verl., 1966
- Marxismus als Soziologie. Theorie und Empirie in den Sozialwissenschaften der DDR, UdSSR, Polens, der CSSR, Ungarns, Bulgariens und Rumäniens, Reinbek (bei Hamburg): Rowohlt, 1971, ISBN 3-499-55329-5
- Steckbrief der Soziologie, Heidelberg: Quelle und Meyer, 1976, ISBN 3-494-02064-7
- Paradigmawechsel in der Kritischen Theorie. Jürgen Habermas' intersubjektiver Ansatz, Stuttgart: Enke, 1987, ISBN 3-432-96621-0
- Evolution soziologischer Grundbegriffe. Zum Wandel ihrer Semantik, Stuttgart: 1989, ISBN 3-432-97921-5
- Grundzüge und Entwicklung der Luhmannschen Systemtheorie, Stuttgart: Enke, 1990, 2., neubearb. Aufl., ISBN 3-432-96092-1